# Tina Hirsch
Tina Hirsch (* 1943 in New York City, New York, Vereinigte Staaten) ist eine US-amerikanische Filmeditorin.

## Leben
Tina Hirschs Karriere im Filmgeschäft begann mit einem Auftritt als Schauspielerin in dem Film Greetings, inszeniert von Brian De Palma. Im Jahr darauf war sie erstmals als Editorin tätig und war an dem Film Utterly Without Redeeming Social Value beteiligt. Seit Mitte der 1990er Jahre war sie überwiegend für Fernsehproduktionen tätig.
1987 inszenierte sie mit dem Horrorfilm Die Munchies ihren bisher einzigen Film als Regisseurin.
Im Juli des Jahres 2000 wurde sie zur ersten weiblichen Präsidentin der American Cinema Editors gewählt. Derzeit gehört sie zum Aufsichtsrat der Organisation. 2020 erhielt sie für ihr Schaffen den ACE Career Achievement Award.
Für ihr Mitwirken an Schnitt der Fernsehserie The West Wing – Im Zentrum der Macht wurde sie 2001 von den American Cinema Editors mit einem Eddie-Award ausgezeichnet.
Seit dem Jahr 2003 ist Hirsch als außerordentliche Professorin (adjunct professor) an der USC School of Cinematic Arts tätig.

## Filmografie (Auswahl)
- 1975: Frankensteins Todesrennen (Death Race 2000)
- 1978: Driver
- 1979: The Party is over… Die Fortsetzung von American Graffiti (More American Graffiti)
- 1981: Herzquietschen (Heartbeeps)
- 1982: Die unglaubliche Reise in einem verrückten Raumschiff (Airplane II: The Sequel)
- 1983: Unheimliche Schattenlichter (3. Episode)
- 1984: Gremlins – Kleine Monster
- 1985: Explorers – Ein phantastisches Abenteuer
- 1991: Mystery Date – Eine geheimnisvolle Verabredung
- 1991: Jack allein im Serienwahn (Delirious)
- 1992: Captain Ron
- 1997: Dante’s Peak
- 1999–2001: The West Wing – Im Zentrum der Macht (Fernsehserie)